# Bliznak (Serbia)
Bliznak (cyr. Близнак) – wieś w Serbii, w okręgu braniczewskim, w gminie Žagubica. W 2011 roku liczyła 281 mieszkańców.